# 布盧戴蒙德 (內華達州)
布盧戴蒙德（英語：Blue Diamond）是位於美國內華達州克拉克縣的普查規定居民點。

## 歷史
布盧戴蒙德的郵局自1942年營運至今。

## 人口
根據2020年美國人口普查的數據，布盧戴蒙德的面積為18.69平方千米，皆為陸地。當地共有人口268人，而人口密度為每平方千米14.34人。